# 川越れおな
川越 れおな（かわごえ れおな、1994年12月8日 - ）は、日本の女性ファッションモデル。かつてエヴァーグリーン・エンタテイメントに所属していた。

## 人物
- 特技はクラシックバレエ、ヒップホップダンス[1]。
- 趣味は踊ること、スワロフスキー集め[1]。
- 所持する資格は英検4級と漢検4級[1]。

## 出演

### 雑誌
- ニコ☆プチ（新潮社）専属モデル